# 齋藤尊志
齋藤 尊志（さいとう たかし、1999年3月17日 - ）は、長野県上田市出身の日本の元プロ野球選手（内野手）。

## 経歴
上田西高校では1年生の春からレギュラー。2年時には県大会で9盗塁する快足を武器に第97回全国高等学校野球選手権大会への出場に貢献。2番セカンドで出場し、熱闘甲子園にも取り上げられている。しかし最後の夏は甲子園出場を逃した。
高校卒業後、東都大学野球の亜細亜大学に進学。リーグ戦にもスタメン出場するが、大学を中退。
その後、2019年11月にベースボール・チャレンジ・リーグ（BCリーグ）の栃木ゴールデンブレーブスに特別合格した。初年度の2020年シーズンは打率.352を記録し、チームメイトのルーカス・ホジョとともに東地区の首位打者となった。タイトル扱いはされていないが、出塁率も地区最高の.468を記録。さらに三振は、規定打席到達者ではリーグ全体でも最少の8回であった。
2021年シーズンはチームの副キャプテンに就任した。シーズン序盤に練習生契約への降格を経験するなど、このシーズンは前年より成績を落とした。シーズン終了後の9月29日、球団より自由契約選手として発表され栃木を退団し、10月26日、同じくBCリーグの球団である神奈川フューチャードリームスへの入団が発表された。神奈川では1シーズンプレーし、シーズン終了後に退団（自由契約）が発表された。
2023年3月7日、同年よりスタートするベイサイドリーグのYKSホワイトキングスに入団したことが発表された。同年シーズンは、57安打を放って最多安打のタイトルを獲得した。シーズン終了後の2024年1月9日、任意引退によりYKSを退団したことが発表された。
引退後は指導者として活動することを宣言し、2025年2月より神奈川県厚木市・海老名市を拠点とするマンツーマン指導の「tS Baseball Academy」を開校した。齋藤は代表兼野手コーチを務める。

## 詳細情報

### 独立リーグでの打撃成績
| 年 度    | 球 団    | 試 合 | 打 席 | 打 数 | 得 点 | 安 打 | 二 塁 打 | 三 塁 打 | 本 塁 打 | 塁 打 | 打 点 | 盗 塁 | 盗 塁 死 | 犠 打 | 犠 飛 | 四 球 | 敬 遠 | 死 球 | 三 振 | 併 殺 打 | 打 率 | 出 塁 率 | 長 打 率 | O P S |
| -------- | -------- | ----- | ----- | ----- | ----- | ----- | -------- | -------- | -------- | ----- | ----- | ----- | -------- | ----- | ----- | ----- | ----- | ----- | ----- | -------- | ----- | -------- | -------- | ----- |
| 2020     | 栃木     | 58    | 203   | 159   | 46    | 56    | 12       | 3        | 1        | 77    | 31    | 10    | 7        | 2     | 4     | 33    | -     | 5     | 8     | 2        | .352  | .468     | .484     | .952  |
| 2021     | 栃木     | 49    | 216   | 163   | 38    | 42    | 6        | 2        | 1        | 55    | 17    | 12    | 2        | 6     | 1     | 44    | -     | 2     | 21    | 6        | .258  | .419     | .337     | .756  |
| 2022     | 神奈川   | 57    | 260   | 222   | 31    | 55    | 6        | 2        | 0        | 65    | 15    | 16    | 7        | 4     | 1     | 32    | -     | 1     | 31    | 2        | .248  | .344     | .293     | .637  |
| 2023     | YKS      | 40    | 185   | 157   | 31    | 57    | 6        | 2        | 0        | 67    | 17    | 11    | 0        | 1     | 4     | 21    | -     | 2     | 9     | 2        | .363  | .435     | .427     | .862  |
| BCL：3年 | BCL：3年 | 164   | 679   | 544   | 115   | 153   | 24       | 7        | 2        | 197   | 63    | 38    | 16       | 12    | 6     | 109   | -     | 8     | 60    | 10       | .281  | .405     | .362     | .767  |
| BSL：1年 | BSL：1年 | 40    | 185   | 157   | 31    | 57    | 6        | 2        | 0        | 67    | 17    | 11    | 0        | 1     | 4     | 21    | -     | 2     | 9     | 2        | .363  | .435     | .427     | .862  |

- 2023年度シーズン終了時
- 各年度の太字はリーグ最高

### 背番号
- 4（2020年 - 2021年、2023年）
- 27（2022年）